# Comuna Avram Iancu, Alba
Avram Iancu (în trecut Vidra de Sus în maghiară Felsővidra) este o comună în județul Alba, Transilvania, România, formată din satele Achimețești, Avram Iancu (reședința), Avrămești, Bădăi, Boldești, Călugărești, Căsoaia, Cândești, Cârăști, Cârțulești, Cocești, Cocoșești, Coroiești, Dealu Crișului, Dolești, Dumăcești, Gojeiești, Helerești, Incești, Jojei, Mărtești, Orgești, Pătruțești, Plai, Pușelești, Șoicești, Ștertești, Târsa, Târsa-Plai, Valea Maciului, Valea Uțului, Verdești și Vidrișoara. Orașul cel mai apropiat este Câmpeni. Este un punct de plecare spre Muntele Găina.
Are în componență 33 de sate, situate de o parte și de alta a Arieșului Mic și a drumului județean DJ 762.

## Stema comunei
Stema comunei Avram Iancu se compune dintr-un scut triunghiular albastru, cu marginile rotunjite. În interiorul scutului se află bustul de argint al lui Avram Iancu, privind spre stânga, iar în vârful scutului sunt plasate încrucișat o pușcă cu cremene și un fluier, ambele de argint. Scutul este timbrat de o coroană murală de argint cu un turn crenelat. 

Semnificațiile elementelor însumate:

Bustul lui Avram Iancu reprezintă pe Craiul moților, revoluționar la 1848. Arma de foc și fluierul au fost elemente călăuzitoare ale lui Avram Iancu în lupta pentru dreptate. Coroana murală cu un turn crenelat semnifică faptul că localitatea are rangul de comună.

## Istoric
Atestată documentar pentru prima dată în anul 1839, cu numele de Vidra de Sus, comuna Avram Iancu este cunoscută mai ales datorită lui Avram Iancu.
În “Calendarium novum” tipărit la Cluj în 1807 de Martin von Hochmeister, se menționează și școala din Vidra de Sus, unde a învățat Avram Iancu, avându-l ca învățator pe Mihai Gomboș.

## Obiective turistice
- Tradiționala sărbătoare folclorică de pe Muntele Găina.
- Casa natală a lui Avram Iancu (muzeu). Casa și bustul lui Avram Iancu sunt înscrise pe lista monumentelor istorice din județul Alba[6] elaborată de Ministerul Culturii și Patrimoniului Național din România în anul 2010.
- Cascada Pisoaia (15–20 m înălțime).
- Dealul cu melci

## Date economice
Activitatea economică din localitate este:
- Creșterea bovinelor;
- Exploatarea lemnului:
  - Dogărie
  - Debitare cherestea
  - Confecționarea obiectelor de artizanat.

## Demografie
Componența etnică a comunei Avram Iancu
     Români (77,81%)
     Romi (13,77%)
     Alte etnii (8,42%)
Componența confesională a comunei Avram Iancu
     Ortodocși (83,95%)
     Penticostali (3,3%)
     Martori ai lui Iehova (2,12%)
     Baptiști (1,81%)
     Alte religii (0,31%)
     Necunoscută (8,5%)
Conform recensământului efectuat în 2021, populația comunei Avram Iancu se ridică la 1.271 de locuitori, în scădere față de recensământul anterior din 2011, când fuseseră înregistrați 1.636 de locuitori. Majoritatea locuitorilor sunt români (77,81%), cu o minoritate de romi (13,77%). Din punct de vedere confesional, majoritatea locuitorilor sunt ortodocși (83,95%), cu minorități de penticostali (3,3%), martori ai lui Iehova (2,12%) și baptiști (1,81%), iar pentru 8,5% nu se cunoaște apartenența confesională.

## Politică și administrație
Comuna Avram Iancu este administrată de un primar și un consiliu local compus din 9 consilieri. Primarul, Ciprian Rîșteiu[*], de la Partidul Social Democrat, este în funcție din 1 noiembrie 2024. Începând cu alegerile locale din 2024, consiliul local are următoarea componență pe partide politice:
|  | Partid                          | Consilieri | Componența Consiliului | Componența Consiliului | Componența Consiliului | Componența Consiliului |
|  | ------------------------------- | ---------- | ---------------------- | ---------------------- | ---------------------- | ---------------------- |
|  | Partidul Social Democrat        | 4          |                        |                        |                        |                        |
|  | Alianța pentru Unirea Românilor | 2          |                        |                        |                        |                        |
|  | Partidul Național Liberal       | 1          |                        |                        |                        |                        |
|  | Uniunea Salvați România         | 1          |                        |                        |                        |                        |
|  | Partida Romilor „Pro Europa”    | 1          |                        |                        |                        |                        |

### Evoluție istorică
Populația comunei a evoluat de-a lungul timpului astfel:

## Personalități
- Avram Iancu, avocat român transilvănean, unul dintre conducătorii revoluției de la 1848-1849 din Transilvania.